# 松科奧爾科山
15°14′35″S 72°41′38″W / 15.24306°S 72.69389°W
松科奧爾科山（Sunqu Urqu），是秘魯的山峰，位於該國南部阿雷基帕大區的拉烏尼翁省和康德蘇約斯省，處於薩拉科托山和孔多爾薩亞納山以東，屬於安第斯山脈的一部分，海拔高度5,191米。